# Shirine Boukli
Shirine Boukli (Aramon, 24 de enero de 1999) es una deportista francesa que compite en judo.
Participó en dos Juegos Olímpicos de Verano, en los años 2020 y 2024, obteniendo dos medallas en París 2024, oro en el equipo mixto y bronce en la categoría de –48 kg.
Ganó una medalla de plata en el Campeonato Mundial de Judo de 2023 y cuatro medallas de oro en el Campeonato Europeo de Judo entre los años 2020 y 2025.

## Palmarés internacional
| Juegos Olímpicos   | Juegos Olímpicos        | Juegos Olímpicos  | Juegos Olímpicos |
| Año                | Lugar                   | Medalla           | Categoría        |
| ------------------ | ----------------------- | ----------------- | ---------------- |
| 2024               | París (Francia)         | Medalla de oro    | Equipo mixto     |
| 2024               | París (Francia)         | Medalla de bronce | –48 kg           |
| Campeonato Mundial |                         |                   |                  |
| Año                | Lugar                   | Medalla           | Categoría        |
| 2023               | Doha (Catar)            | Medalla de plata  | –48 kg           |
| Campeonato Europeo |                         |                   |                  |
| Año                | Lugar                   | Medalla           | Categoría        |
| 2020               | Praga (República Checa) | Medalla de oro    | –48 kg           |
| 2022               | Sofía (Bulgaria)        | Medalla de oro    | –48 kg           |
| 2023               | Montpellier (Francia)   | Medalla de oro    | –48 kg           |
| 2025               | Podgorica (Montenegro)  | Medalla de oro    | –48 kg           |